# Сосновая (Могилёвская область)
Сосно́вая (бел. Сасновая) — деревня в составе Сычковского сельсовета Бобруйского района Могилёвской области Республики Беларусь.

## Население
- 1999 год — 42 человека
- 2010 год — 27 человек